# Urzy
Urzy és un municipi francès, situat al departament del Nièvre i a la regió de Borgonya - Franc Comtat. L'any 2007 tenia 1.825 habitants.

## Demografia

### Població
El 2007 la població de fet d'Urzy era de 1.825 persones. Hi havia 709 famílies, de les quals 152 eren unipersonals (64 homes vivint sols i 88 dones vivint soles), 269 parelles sense fills, 240 parelles amb fills i 48 famílies monoparentals amb fills.
La població ha evolucionat segons el següent gràfic:
Habitants censats

### Habitatges
El 2007 hi havia 817 habitatges, 710 eren l'habitatge principal de la família, 39 eren segones residències i 68 estaven desocupats. 749 eren cases i 67 eren apartaments. Dels 710 habitatges principals, 584 estaven ocupats pels seus propietaris, 109 estaven llogats i ocupats pels llogaters i 17 estaven cedits a títol gratuït; 3 tenien una cambra, 34 en tenien dues, 107 en tenien tres, 227 en tenien quatre i 339 en tenien cinc o més. 546 habitatges disposaven pel capbaix d'una plaça de pàrquing. A 260 habitatges hi havia un automòbil i a 407 n'hi havia dos o més.

### Piràmide de població
La piràmide de població per edats i sexe el 2009 era:
| Homes | Edats   | Dones |
| ----- | ------- | ----- |
| 0     | 95 o +  | 0     |
| 0     | 90 a 94 | 12    |
| 4     | 85 a 89 | 16    |
| 8     | 80 a 84 | 12    |
| 8     | 75 a 79 | 12    |
| 28    | 70 a 74 | 40    |
| 32    | 65 a 69 | 36    |
| 36    | 60 a 64 | 16    |
| 48    | 55 a 59 | 60    |
| 80    | 50 a 54 | 80    |
| 116   | 45 a 49 | 96    |
| 60    | 40 a 44 | 92    |
| 56    | 35 a 39 | 48    |
| 84    | 30 a 34 | 72    |
| 52    | 25 a 29 | 52    |
| 68    | 20 a 24 | 52    |
| 68    | 15 a 19 | 80    |
| 56    | 10 a 14 | 52    |
| 80    | 5 a 9   | 44    |
| 40    | 0 a 4   | 44    |

## Economia
El 2007 la població en edat de treballar era de 1.281 persones, 918 eren actives i 363 eren inactives. De les 918 persones actives 851 estaven ocupades (448 homes i 403 dones) i 67 estaven aturades (36 homes i 31 dones). De les 363 persones inactives 155 estaven jubilades, 99 estaven estudiant i 109 estaven classificades com a «altres inactius».

### Ingressos
El 2009 a Urzy hi havia 716 unitats fiscals que integraven 1.801,5 persones, la mediana anual d'ingressos fiscals per persona era de 19.008 €.

### Activitats econòmiques
Dels 36 establiments que hi havia el 2007, 1 era d'una empresa extractiva, 1 d'una empresa de fabricació de material elèctric, 2 d'empreses de fabricació d'altres productes industrials, 12 d'empreses de construcció, 6 d'empreses de comerç i reparació d'automòbils, 3 d'empreses d'hostatgeria i restauració, 1 d'una empresa immobiliària, 6 d'empreses de serveis, 3 d'entitats de l'administració pública i 1 d'una empresa classificada com a «altres activitats de serveis».
Dels 13 establiments de servei als particulars que hi havia el 2009, 1 era un taller de reparació d'automòbils i de material agrícola, 2 paletes, 3 guixaires pintors, 2 lampisteries, 1 electricista, 2 empreses de construcció, 1 restaurant i 1 agència immobiliària.
L'únic establiment comercial que hi havia el 2009 era una botiga d'equipament de la llar.
L'any 2000 a Urzy hi havia 7 explotacions agrícoles que ocupaven un total de 507 hectàrees.

## Equipaments sanitaris i escolars
El 2009 hi havia 1 escola maternal i 1escola elemental.

## Poblacions més properes
El següent diagrama mostra les poblacions més properes.